# Button Island
Button Island är en ö i territoriet Falklandsöarna (Storbritannien). Den ligger i den södra delen av ögruppen, 90 km sydväst om huvudstaden Stanley.